# Łucja Wang Cheng
Św. Łucja Wang Cheng (chiń. 王成璐琪) (ur. 1882 r. w Laochuntan, Hebei w Chinach – zm. 28 czerwca 1900 r. w Wangla, Hebei) – święta Kościoła katolickiego, męczennica.

## Życiorys
Łucja Wang Cheng urodziła się w 1882 r., w Laochuntan, w prowincji Hebei. Wychowywała się w sierocińcu założonym przez księży katolickich we wsi Wangla.
Podczas powstania bokserów w Chinach doszło do prześladowania chrześcijan. 24 czerwca 1900 r. powstańcy opanowali wieś, spalili kościół i zabili wszystkich katolików, którym nie udało się uciec. Zostawili przy życiu tylko Łucję Wang Cheng i trzy inne sieroty (Marię Fan Kun, Marię Qi Yu oraz Marię Zheng Xu). Zabrali je najpierw do Yingjia, później do Mazetang. Przywódca bokserów Ying Zheng złożył Łucji Wang Cheng propozycję małżeństwa. Po czterech dniach namów odrzuciła ją, uważając takie małżeństwo za zdradę wiary i Boga. W tym samym czasie powstańcy próbowali zmusić również Marię Fan Kun do małżeństwa z jednym z nich. Przyniosło to potępienie ze strony reszty grupy – uważali, że ich zadaniem było aresztowanie katolików i zabijanie tych, którzy nie chcieli wyrzec się wiary, a nie zawieranie z nimi małżeństw. Po tym incydencie powstańcy zabrali sieroty do wioski Mala. Trzy młodsze płakały w drodze, pocieszała je Łucja Wang Cheng. Po przybyciu do wsi Wangla wszystkie cztery odmówiły wyrzeczenia się wiary. Po tym zostały zamordowane.

## Dzień wspomnienia
9 lipca (w grupie 120 męczenników chińskich).

## Proces beatyfikacyjny i kanonizacyjny
Została beatyfikowana 17 kwietnia 1955 r. przez papieża Piusa XII w grupie Leon Mangin i 55 Towarzyszy. Kanonizowana w grupie 120 męczenników chińskich 1 października 2000 r. przez Jana Pawła II.